# Суха Маячка (річка)
Суха́ Мая́чка — річка в Україні, в межах Новосанжарського району Полтавської області. Ліва притока Маячки (басейн Дніпра). 

## Опис і розташування
Довжина річки 12 км. Має ряд гребель і ставків. 
Бере початок у північно-східній частині села Соколової Балки. Тече переважно на південний захід. У селі Лівенське зливається з Мокрою Маячкою, утворюючи річку Маячку (праву притоку Орелі). 
На березі Сухої Маячки розташовані села: Соколова Балка, Андріївка і (частково) Лівенське.    